# Poštovice
Poštovice település Csehországban, a Kladnói járásban. Poštovice Martiněves, Mšené-lázně, Kmetiněves, Hobšovice, Zlonice és Šlapanice településekkel határos. Lakosainak száma 219 fő (2024. január 1.).

## Népesség
A település lakosságának változását az alábbi diagram mutatja:
| Lakosok száma | 385  | 495  | 398  | 234  | 242  | 257  | 214  | 218  | 243  | 219  |
|               | 1869 | 1900 | 1921 | 1961 | 1980 | 2011 | 2016 | 2019 | 2021 | 2024 |